# 羊角蕨綱
羊角蕨綱（Horneophytopsida）是一種已滅絕的有胚植物，只有莖，沒有葉、根與維管束，生存年代為志留紀晚期（約4億2000萬年前）。羊角蕨綱也是已知最古老的多孢植物類。

## 外部連結
- Horneophyton at the University of Aberdeen （页面存档备份，存于）
- Cladogram Archive.today的存檔，存档日期2012-12-04 from Crane, Herendeen & Friis 2004